# Latvia
Latvia, quốc hiệu là Cộng hòa Latvia, là một quốc gia tại khu vực Baltic ở Bắc Âu. Latvia giáp với Estonia về phía bắc, giáp với Litva về phía nam, giáp với Nga và Belarus về phía đông và giáp biển Baltic về phía tây. Theo số liệu tháng 7 năm 2007, dân số của Latvia là 1.842.226 người năm 2022, mật độ dân số khoảng 29.6 người/km². Các dân tộc ở Latvia chủ yếu là người Latvia (chiếm 63%) và người Nga (chiếm 24.2%), người Belarus 3,1%, người Ukraina 2,2%, ngoài ra còn có các dân tộc thiểu số khác.
Latvia có lịch sử lâu đời tại châu Âu. Trong lịch sử, nước này đã từng bị đô hộ bởi nhiều quốc gia láng giềng. Kể từ thế kỷ 18, Latvia thuộc Đế quốc Nga. Ngày 18 tháng 11 năm 1918, nền cộng hòa của Latvia chính thức được thành lập. Năm 1940, sau hiệp ước Xô-Đức 1939, Liên Xô xâm lược và sáp nhập Latvia với tên gọi Cộng hòa Xã hội chủ nghĩa Xô viết Latvia. Năm 1991, Liên Xô sụp đổ và Latvia lại trở thành một quốc gia độc lập.
Ngày nay, Latvia là một thành viên của nhiều tổ chức quốc tế như Liên Hợp Quốc, Tổ chức Thương mại Thế giới, NATO. Ngày 1 tháng 5 năm 2004, Latvia chính thức trở thành một thành viên của Liên minh châu Âu. Đất nước này đang phát triển hết sức nhanh chóng, tốc độ tăng trưởng kinh tế của Latvia trong năm 2006 đạt 11,9%, cao nhất châu Âu. Thủ đô và cũng là thành phố lớn nhất Latvia là Riga, một địa điểm du lịch nổi tiếng thế giới với rất nhiều những công trình lịch sử và văn hóa.

## Lịch sử

### Thời tiền sử
Tổ tiên của người Latvia là những bộ lạc Baltic cổ đã sống ở phía đông bờ biển Baltic từ thiên niên kỷ thứ 3 trước công nguyên. Từ thời đó, Latvia đã là một nơi giao thương quan trọng để người Viking đi từ bán đảo Scandinavia qua sông Daugava đến nước Nga và Đế quốc Byzantine. Bờ biển Latvia nổi tiếng toàn châu Âu bởi mặt hàng hổ phách quý hiếm của nó. Vào thế kỷ X, các bộ lạc Baltic bắt đầu thành lập các vương quốc tại khu vực này. Bốn nền văn hóa phát triển tại khu vực là các vương quốc của người Couronia, Latgallia, Selonia và Semigallia. Trong đó, vương quốc của người Latgallia là phát triển nhất và có ảnh hưởng sâu rộng về chính trị và xã hội. Người Couronia thì vẫn tiến hành những cuộc chiến tranh xâm lược và cướp bóc trong một thời gian dài. Còn người Selonia và Semgallia lại là những nông dân thịnh vượng và ít có những xung đột hay chiến tranh.

### Thời thuộc Đức

Bản đồ các bộ lạc Baltic năm 1200

Do nằm ở một vị trí chiến lược, Latvia thường xuyên bị xâm chiếm bởi những quốc gia lớn hơn xung quanh. Vào cuối thế kỷ XII, Latvia được nhiều thương nhân Tây Âu ghé thăm do con sông dài nhất nước này, sông Daugava, là một cửa ngõ quan trọng để sang nước Nga. Các nhà buôn và nhà truyền đạo Cơ Đốc người Đức cũng nằm trong số này. Nhưng người Baltic ngoại đạo vẫn chưa sẵn sàng theo tôn giáo mới nên họ đã nổi dậy chống lại. Giáo hoàng ở Roma đã quyết định gửi một đạo quân viễn chinh đến Latvia để gây ảnh hưởng tại vùng đất này. Sự xuất hiện của quân viễn chinh Đức đã chấm dứt sự phát triển của những bộ lạc Baltic tại Latvia, thay vào đó là sự cải đạo của hàng loạt dân địa phương sang Kitô giáo.
Người Đức đã thành lập thành phố Riga vào năm 1201, và Riga đã dần dần phát triển thành đô thị rộng lớn và xinh đẹp nhất trên bờ nam biển Baltic. Vào thế kỷ XIII, Liên bang Livonia bao gồm Estonia là Latvia đã phát triển mạnh mẽ dưới quyền lực của người Đức. Năm 1282, Riga rồi sau đó là Cēsis, Limbaži, Koknese và Valmiera đã nằm trong Liên minh Hanse. Từ đó, Riga trở thành một địa điểm giao thương quan trọng giữa đông và tây, trở thành trung tâm thương mại lớn ở phía đông Baltic và có những mối liên hệ văn hóa ngày càng gần gũi với Tây Âu. Đầu thế kỷ XIII, dòng Hiệp sĩ Porte-Glaive và dòng Hiệp sĩ Teuton sáp nhập tạo thành Dòng Livonia. Dòng này truyền đạo và cai trị lãnh thổ Latvia cho đến khi bị giải thể năm 1561. Đất nước bị chia cắt và thuộc quyền thống trị của Ba Lan và Thụy Điển.

### Thời thuộc Ba Lan và Thụy Điển
Cuối thế kỷ XV, đầu thế kỷ XVI, Liên bang Livonia bắt đầu suy tàn và tan rã. Sau cuộc chiến tranh Livonia (1558-1583), phần đất Latvia ngày nay bị đặt dưới sự cai trị của Ba Lan-Litva, trong đó có Riga. Vào thế kỷ XVII, Lãnh địa Courtland, một phần của Livonia cũ đã đạt được sự phát triển kinh tế một cách nhanh chóng và thành lập hai thuộc địa, một ở hòn đảo cửa sông Gambia (châu Phi) và đảo Tobago ở biển Caribbean.
Sau cuộc chiến tranh Ba Lan - Thụy Điển (1600-1629), Riga lại nằm dưới sự cai trị của Thụy Điển và trở thành thành phố rộng lớn và phát triển nhất trong các thành phố của đất nước này. Trong khi đó thì thành phố Vidzeme lại được biết đến với cái tên giỏ bánh mì của Thụy Điển vì nơi này cung cấp phần lớn lượng lúa mì cho vương quốc. Phần còn lại của Latvia nằm trong Ba Lan cho đến năm 1793.
Đất nước Latvia trong thế kỷ XVII đã được củng cố vững chắc. Với sự hợp nhất của các dân tộc Couronia, Latgallia, Selonia, Semgallia và Livonia, một quốc gia với nền văn hóa thống nhất và ngôn ngữ chung đã được hình thành, với tên gọi Latvia.

### Thời thuộc Nga
Năm 1700, cuộc Đại chiến Bắc Âu nổ ra, Thụy Điển thất bại và phải cắt Latvia cho Nga, và Latvia trở thành một bộ phận của Đế chế Nga. Sa hoàng đã nhanh chóng kiểm soát tất cả những thành phố giàu có của đất nước Latvia.
Giai cấp nông nô chính thức được giải phóng tại Courland vào năm 1818 và Vidzeme vào năm 1819. Một bộ luật được thông qua vào năm 1849 là tiền đề công nhận sự sở hữu đất đai của nông dân. Công nghiệp phát triển mạnh mẽ đồng thời với việc dân số cũng tăng lên nhanh. Latvia trở thành một trong những vùng đất phát triển nhất của nước Nga.
Vào thế kỷ XIX, Phong trào Vận động Dân tộc Latvia đầu tiên xuất hiện trong tầng lớp trí thức. Phong trào được lãnh đạo bởi nhóm Người Latvia trẻ từ thập niên 1850 đến 1880 với những cuộc vận động ngôn ngữ và văn hóa. Tuy nhiên sự bần cùng hóa ở nông thôn vẫn tiếp tục diễn ra trong hoàn cảnh các đô thị ngày càng giàu có đã dẫn đến những cuộc vận động cánh tả vào khoảng những năm 1880, lãnh đạo bởi Rainis và Pēteris Stučka, mang màu sắc của chủ nghĩa Marx và dẫn đến sự thành lập Đảng Lao động Xã hội Dân chủ Latvia.

### Thời cận và hiện đại

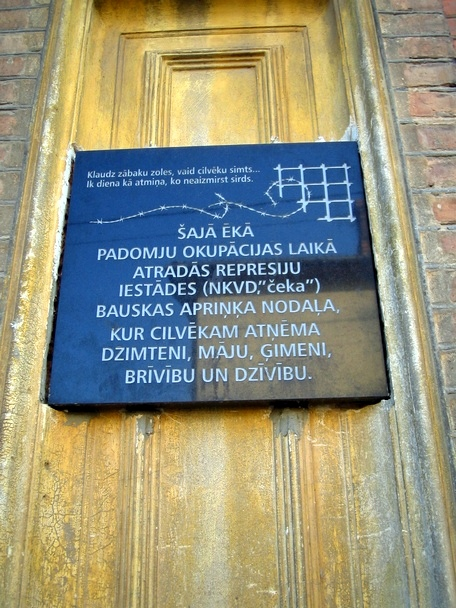
Bia tưởng niệm những người Latvia bị lực lượng NKVD (Cheka) xử bắn vì tội danh gián điệp trên cánh cửa trụ sở cũ của Cheka tại Latvia

Năm 1918, Latvia tuyên bố độc lập, nhưng chỉ được Nga Xô Viết công nhận chủ quyền sau hòa ước Riga 1920. Đến năm 1940, sau hiệp ước Xô-Đức 1939, Liên Xô tiến quân vào nước này và Latvia sáp nhập vào Liên Xô sau một cuộc trưng cầu dân ý mà phương Tây cho là gian lận. Sau đó, năm 1941, Đức tấn công Liên Xô và chiếm Latvia trong Thế chiến thứ II (1941-1944).
Sau này, chính phủ Latvia, Mỹ  Nghị viện châu Âu  Tòa án Nhân quyền châu Âu cho rằng ba nước này bị Liên Xô chiếm đóng trái phép và sáp nhập vào Liên Xô. Ngược lại theo quan điểm của Nga, thì vào thời điểm đó, người dân và chính phủ hợp pháp của các nước Baltic đã tình nguyện gia nhập Liên Xô. Họ và người Nga đã có quan hệ lâu bền, cùng thuộc một đất nước là Đế quốc Nga kể từ thập niên 1720 trở đi (tức là cùng lúc với việc Scotland và Anh thống nhất để hình thành Vương quốc Anh). Bộ trưởng Ngoại giao Nga Sergei Ivanov đã tuyên bố: "Nói rằng Liên Xô đã chiếm đóng các quốc gia vùng Baltic là vô lý và vô nghĩa. Người ta không thể chiếm một cái gì đó vốn thuộc về anh ta."
Đương thời, Quốc hội Mỹ yêu cầu tổng thống Mỹ và Ngoại trưởng Mỹ thúc giục chính phủ Nga phải nhận ra rằng việc Liên Xô chiếm đóng Estonia, Latvia và Litva theo Hiệp ước Molotov-Ribbentrop là bất hợp pháp: "Hoa Kỳ không bao giờ công nhận sự chiếm đóng bất hợp pháp và bạo lực và các đời Tổng thống Mỹ tiếp theo không gián đoạn việc duy trì quan hệ ngoại giao với các quốc gia này trong suốt sự chiếm đóng của Liên Xô, không bao giờ công nhận chúng như là nước cộng hòa thuộc Liên Xô." Cựu Đại sứ Mỹ tại Ukraine, ông William B. Taylor đã khẳng định trên tờ báo The New York Times khẳng định lập trường Hoa Kỳ không bao giờ công nhận sự sáp nhập của Liên Xô đối với Latvia, Estonia và Lithuania trong Thế chiến II. Tuy nhiên, tại Hội nghị Teheran 1943, Tổng thống Mỹ là Franklin Roosevelt trong trao đổi với Joseph Stalin ngày 01/12/1943, đã công nhận chủ quyền của Liên Xô ở vùng Baltic: "Tại Hoa Kỳ đang dấy lên nghi vấn về các nước cộng hòa Baltic thuộc Liên Xô, và tôi tin rằng công luận thế giới cho là các dân tộc của các nước cộng hòa này có một tương lai bấp bênh. Vì vậy, tôi hy vọng rằng Nguyên soái Stalin sẽ đi vào xem xét yêu cầu này. Cá nhân tôi không có nghi ngờ rằng người dân ở các nước này sẽ bỏ phiếu để gia nhập Liên Xô cũng như cùng nhau như họ đã làm vậy trong những năm 1940... Thực tế là dư luận không biết rõ lịch sử."
Cuối năm 1989, hai năm trước sự sụp đổ của Liên Xô, Đại hội Đại biểu Nhân dân Liên Xô đã chính thức lên án nội dung trong Hiệp ước Molotov-Ribbentrop về việc sáp nhập các nước vùng Baltic (Estonia, Latvia, Litva) là bất hợp pháp,. còn chính phủ Nga hiện nay thì phủ nhận hành động của Liên Xô là chiếm đóng 
Trong thời gian này có khoảng 70.000 người Do Thái sống tại Latvia, 95% trong số họ bị sát hại trong thời gian Đức quốc xã chiếm đóng nước này. Năm 1944, Latvia tái sáp nhập vào Liên bang Xô Viết.
Khoảng 120 cho tới 300 ngàn người Latvia gốc Đức đã bỏ sang Đức hoặc Thụy Điển. Vào tháng 3/1949, 43,000 người từng phục vụ cho Đức Quốc xã bị đưa sang Siberia trong chiến dịch Priboi được tiến hành tại cả ba nước Baltic, mà đã được hoạch định cẩn thận và được chấp thuận bởi Moskva vào tháng 1 năm 1949. Khoảng chừng 136,000 cho tới 190,000 người Latvia, tùy theo nguồn, đã bị bắt giam trong những năm sau chiến tranh, từ năm 1945 cho tới 1952 vì đã cộng tác với quân Đức Các vùng nông thôn ở Latvia bắt đầu tập thể hóa. Tiếng Latvia bị giới hạn trong những nơi công cộng, thay thế vào đó tiếng Nga được dùng làm ngôn ngữ chính. Vào khoảng năm 1959, chừng 400,000 người chuyển tới Litva sinh sống từ các nước cộng hòa Xô viết khác và dân địa phương Latvia giảm xuống chỉ còn 62% dân số cả nước.
Năm 1991, Latvia trở thành nước cộng hòa. Bởi vì tính đồng nhất của dân tộc Latvia bị hủy bỏ trong thời kì lịch sử nhà cầm quyền nước ngoài cai trị, nên chính quyền Latvia đặt ra các luật lệ về quyền công dân rất chặt chẽ, hạn chế quyền công dân cho người Latvia và những người sống trong vùng này kể từ trước khi bị sáp nhập vào Liên Xô năm 1940. Chính điều đó đã làm cho khoảng 452.000 trong số 740.000 người Latvia gốc Nga không được thừa nhận có quyền công dân do di dân từ Nga sang trong thời kỳ Xô Viết dù họ đã sống tại Litva từ lâu.
Năm 1995, Latvia đệ đơn xin gia nhập Liên hiệp châu Âu. Những cố gắng xin gia nhập Liên hiệp châu Âu không được chấp nhận trong các cuộc đàm phán bắt đầu từ năm 1997. Latvia đã cải thiện hệ thống quản lý hành chính, và gia tăng hợp pháp hóa vấn đề quốc tịch cho cộng đồng thiểu số các dân tộc khác đặc biệt là cộng đồng người Nga. Latvia đã phải đương đầu với cuộc suy thoái kinh tế xuất phát từ cuộc khủng hoảng của Nga năm 1998. Liên hiệp châu Âu bắt đầu các cuộc thương lượng việc xin gia nhập của Latvia từ năm 1999. Tháng 5 năm 2001, Latvia và 8 nước khác ở Trung Âu và Đông Âu xin gia nhập tổ chức NATO. Nhằm tạo điều kiện để được gia nhập vào NATO, Quốc hội Latvia năm 2002 đã thông qua luật không đòi hỏi các ứng cứ viên vào Quốc hội phải biết tiếng Latvia. Năm 2004, Latvia gia nhập Liên minh châu Âu.

## Chính trị
Thể chế nhà nước: Cộng hoà nghị viện. 
- Tổng thống:

Tổng thống là công dân Latvia đủ 40 tuổi trở lên, không có quốc tịch khác, không giữ các chức vụ khác, được không ít hơn 51/100 đại biểu Quốc hội bầu nhiệm kỳ bốn năm (không quá 2 nhiệm kỳ liên tục).
Tổng thống có thể bị miễn nhiệm theo đề nghị của không ít hơn 1/2 số đại biểu Quốc hội và trong bỏ phiếu kín với không ít hơn 2/3 số đại biểu. Trong trường hợp, Tổng thống đề nghị giải tán Quốc hội, mà trong trưng cầu dân ý hơn 1/2 số phiếu phản đối thì Tổng thống mặc nhiên bị phế truất.
Tổng thống đại diện cho nhà nước trong quan hệ quốc tế, thực hiện các quyết định của Quốc hội về phê duyệt các điều ước quốc tế, là Tổng tư lệnh các lực lượng vũ trang. Tổng thống có quyền sáng kiến lập pháp.
- Quốc hội (Saeima):

Cơ quan lập pháp của Latvia là Quốc hội 1 viện với 100 đại biểu được bầu bởi phổ thông đầu phiếu nhiệm kỳ bốn năm.
Quốc hội Latvia Khóa 10 được bầu ngày 2 tháng 10 năm 2010. Liên minh Thống nhất của đương kim Thủ tướng Valdis Dombrovskis (Đảng "Thời mới", Liên minh dân sự, Hội vì một chính sách khác) đứng đầu với 31.2% phiếu bầu, chiếm 33 ghế; "Trung tâm Hòa hợp" – 26%, chiếm 29 ghế; Liên minh xanh và Nông dân – 19,7%, chiếm 22 ghế; Liên minh " vì một nước Latvia tốt đẹp" và Khối "Tất cả vì Latvia "-"Tổ quốc và Tự do" đều đạt 7,6%, cùng chiếm 8 ghế.
Liên minh Thống nhất cùng với Liên minh xanh và Nông dân, với 55 đại biểu đã thành lập phái đa số cầm quyền tại Quốc hội. Lực lượng cánh tả đối lập không ủng hộ Chính phủ tại Quốc hội, với 45 đại biểu, gồm "Trung tâm Hòa hợp", Liên minh " vì một nước Latvia tốt đẹp", Khối "Tất cả vì Latvia "-"Tổ quốc và Tự do".
Chủ tịch Quốc hội do thành viên Quốc hội bầu.
Chính phủ (Nội các) do Thủ tướng bổ nhiệm và được Quốc hội thông qua, đứng đầu là Thủ tướng thực hiện các chức năng và quyền hạn của cơ quan hành pháp. Chính phủ Latvia gồm Thủ tướng, Văn phòng Chính phủ và 13 Bộ.
Thủ tướng do Tổng thống đề cử đứng ra thành lập Chính phủ (còn gọi là Nội các), được Quốc hội thông qua.
Thủ tướng Latvia hiện nay là ông Valdis Dombrovskis.

### Chính sách đối ngoại
Trở thành thành viên của EU và NATO là mục tiêu chính sách đối ngoại lớn của Latvia trong những năm 1990. Trong một cuộc trưng cầu toàn quốc vào ngày 20 tháng 9 năm 2003, trong số 100% cử tri tham gia bỏ phiếu, 66,9% cử tri Latvia ủng hộ gia nhập Liên minh châu Âu. Latvia trở thành thành viên của Liên minh châu Âu (EU) vào ngày 1 tháng 5 năm 2004. Latvia trở thành thành viên NATO kể từ ngày 29 tháng 3 năm 2004.
Hiệp ước phân định biên giới với Nga đã được ký kết và phê chuẩn trong năm 2007. Theo hiệp ước, huyện Abrene thông qua Nga đàm phán về tranh chấp biên giới biển với Litva đang được tiến hành (các mối quan tâm chính là quyền thăm dò dầu khí).
Gần đây, Latvia cũng bắt đầu quan tâm đến hợp tác với các nước thuộc khu vực châu Á - Thái Bình Dương, Đông Nam Á.

## Địa lý
Latvia nằm ở phía bắc châu Âu, giáp biển Baltic về phía tây, có vĩ tuyến từ 55° đến 58° B, kinh tuyến từ 21° đến 29° Đ. Latvia có tổng diện tích 64.559 km2 (24.926 dặm vuông Anh) trong đó 62.157 km2 (23.999 dặm vuông Anh) là đất liền, 18.159 km2 (7.011 dặm vuông Anh) là đất nông nghiệp, 34.964 km2 (13.500 dặm vuông Anh) là đất rừng và 2.402 km2 (927 dặm vuông Anh) là vùng nước nội địa.
Tổng chiều dài biên giới quốc gia là 1.866 km (1.159 mi). Tổng chiều dài biên giới đất liền là 1.368 km (850 mi), trong đó 343 km (213 mi) giáp với Estonia về phía bắc, 276 km (171 mi) với Nga về phía đông, 161 km (100 mi) với Belarus về phía đông nam và 588 km (365 mi) với Litva về phía nam. Tổng chiều dài biên giới đường biển là 498 km (309 mi), giáp với Estonia, Thụy Điển và Litva.

## Kinh tế

Mức tăng trưởng GDP của Latvia từ năm 1996 đến năm 2006.

Latvia có nền kinh tế mở. Xuất khẩu đóng vai trò đáng kể vào GDP. Do vị trí địa lý, lĩnh vực dịch vụ chiếm phần lớn trong hoạt động kinh tế. Dịch vụ vận chuyển hàng quá cảnh được đánh giá phát triển cao. Ngành khai thác gỗ và chế biến gỗ, nông nghiệp và chế biến thực phẩm, và sản xuất các thiết bị máy móc và điện tử phát triển mạnh. Kinh tế Latvia có tăng trưởng GDP trên 10%/năm trong thời gian 2006-2007, nhưng từ năm 2008 bước vào một cuộc suy thoái nghiêm trọng: thâm hụt ngân sách, nợ công lớn. GDP sụt giảm 18% trong năm 2009. Nhờ thực hiện chính sách tăng trưởng xuất khẩu mạnh, nền kinh tế bắt đầu tăng trưởng trở lại: GDP hàng quý năm 2010 tăng 2,9%.
IMF, EU, và các nhà tài trợ quốc tế khác có. Thỏa thuận hỗ trợ tài chính để Latvia gia nhập eurozone. Thỏa thuận này kêu gọi giảm thâm hụt tài chính của Latvia xuống dưới mức 3% GDP vào năm 2012 để đáp ứng tiêu chuẩn gia nhập eurozone. Chính phủ ban hành cắt giảm chi tiêu lớn nhằm giảm thâm hụt ngân sách tối đa 8,5% GDP năm 2010. Latvia đã thông qua ngân sách năm 2011 với mức thâm hụt ngân sách dự kiến là 5,4% GDP.
Đa số các công ty, ngân hàng và bất động sản đã được tư nhân hóa, mặc dù nhà nước vẫn nắm giữ cổ phần khá lớn trong một vài doanh nghiệp lớn. Latvia chính thức gia nhập Tổ chức Thương mại Thế giới vào tháng 2 năm 1999. Tính đến năm 2016, GDP của Latvia đạt 27.945 USD, đứng thứ 101 thế giới và đứng thứ 33 châu Âu.
Năm 2010, GDP: đạt 23,39 tỷ USD, trong đó nông nghiệp - 4,2%, công nghiệp - 20,6%, dịch vụ - 75,2%. Tỷ lệ thất nghiệp là 14,3%. Tỷ lệ lạm phát là 1,2%. Nợ công - 46,2% GDP. Ngân sách: thu: 8,028 tỷ USD, chi 9,863. Nợ nước ngoài: 3,728 tỷ USD. Thế mạnh của Latvia là nông nghiệp, công nghiệp nhẹ, hàng tiêu dùng, điện tử, bưu điện, thiết bị giao thông vận tải, du lịch... Nông nghiệp sản phẩm: ngũ cốc, dầu hạt cải, khoai tây, rau, thịt lợn, gia cầm, sữa, trứng, cá. Công nghiệp: thực phẩm chế biến, gia công sản phẩm gỗ, dệt may, kim loại chế biến, dược phẩm, xe ô tô đường sắt, sợi tổng hợp, điện tử.

### Thương mại
Xuất khẩu và công nghiệp là động lực chính của tăng trưởng kinh tế chủ yếu là xuất khẩu gỗ và sản phẩm gỗ, máy móc và thiết bị, kim loại, hàng dệt.
Xuất khẩu: Năm 2010 đạt 7,894 tỷ USD. Mặt hàng chính: sản phẩm thực phẩm, gỗ và sản phẩm gỗ, kim loại, máy móc, thiết bị, dệt may. Đối tác: Litva - 15,19%, Estonia - 13,57%, Nga - 13,17%, Đức - 8,13%, Thụy Điển - 5,7% Nhập khẩu: Năm 2010 đạt 9,153 tỷ USD. Mặt hàng chính: máy móc thiết bị, hàng tiêu dùng, hóa chất, nhiên liệu, xe ô tô. Đối tác: Litva 16,36%, Đức 11,34%, Nga 10,68%, Ba Lan 8,11%, Estonia 7,69%. 

### Đầu tư
Đầu tư trong nước: 15,7% GDP (2010). Đầu tư trực tiếp của nước ngoài: 1,171 tỷ USD (2010). Đầu tư ra nước ngoài: 1,097 triệu USD năm 2010.

## Tôn giáo
| Tôn giáo tại Latvia (2011)        | Tôn giáo tại Latvia (2011)        | Tôn giáo tại Latvia (2011) | Tôn giáo tại Latvia (2011) | Tôn giáo tại Latvia (2011) |
| --------------------------------- | --------------------------------- | -------------------------- | -------------------------- | -------------------------- |
|                                   |                                   |                            |                            |                            |
| Giáo hội Luther                   | Giáo hội Luther                   |                            | 34.2%                      | 34.2%                      |
| Công giáo Roma                    | Công giáo Roma                    |                            | 24.1%                      | 24.1%                      |
| Chính thống giáo Nga              | Chính thống giáo Nga              |                            | 17.8%                      | 17.8%                      |
| Cựu tín đồ                        | Cựu tín đồ                        |                            | 1.6%                       | 1.6%                       |
| Các nhánh Kitô giáo khác          | Các nhánh Kitô giáo khác          |                            | 1.2%                       | 1.2%                       |
| Tôn giáo khác hoặc không tôn giáo | Tôn giáo khác hoặc không tôn giáo |                            | 21.1%                      | 21.1%                      |

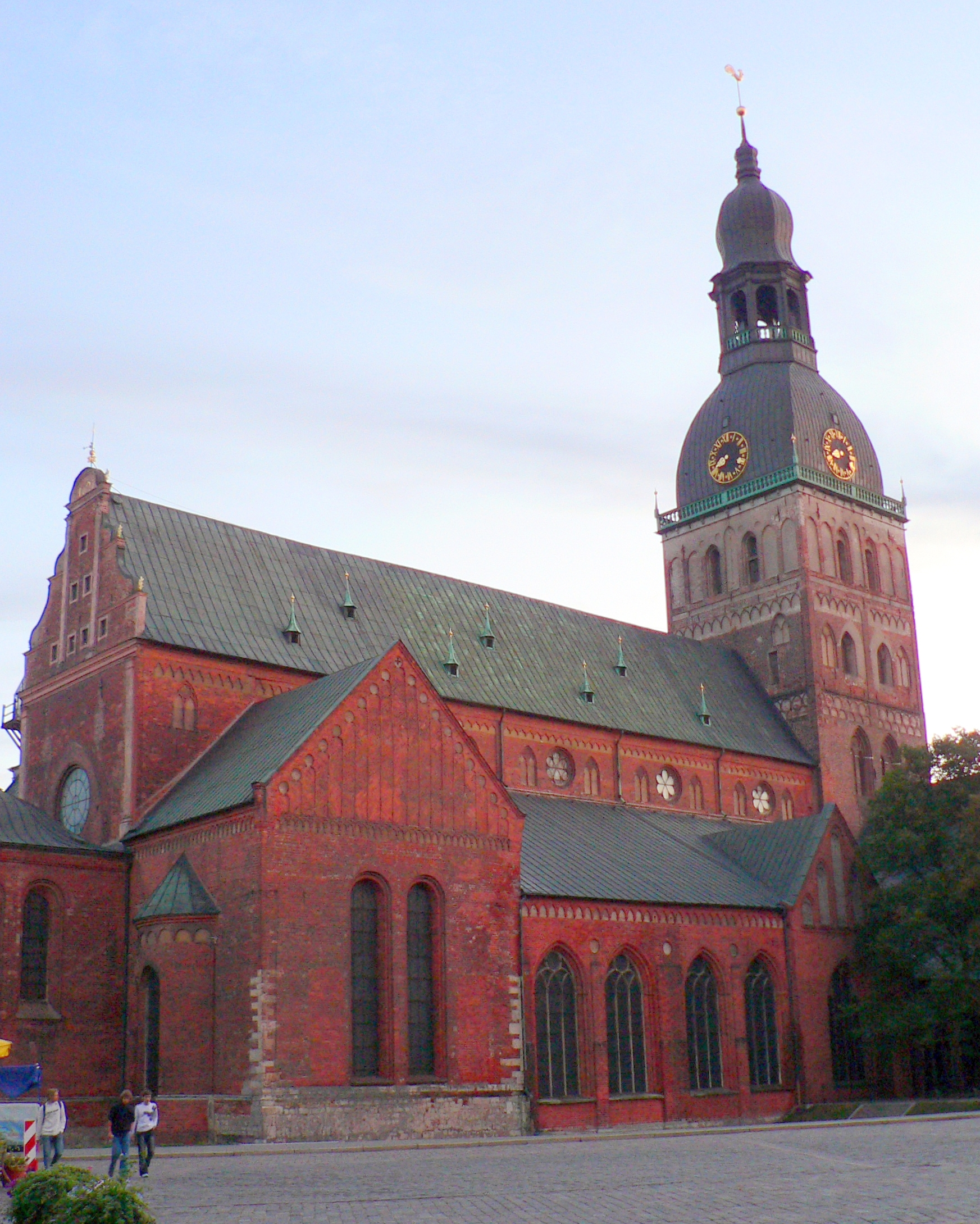
Nhà thờ Riga

Tôn giáo lớn nhất ở Latvia là Kitô giáo, mặc dù chỉ có khoảng 7% dân số tham dự nghi lễ tôn giáo thường xuyên  Các nhóm Kitô giáo lớn nhất tính đến năm 2011 là:
- Giáo hội Luther: 708,773 tín hữu[37]
- Công giáo Rôma: 500.000 tín hữu[37]
- Chính Thống giáo Đông phương: 370.000 tín hữu[37]

Trong cuộc phỏng vấn do tổ chức Eurobarometer bình chọn năm 2005, 37% công dân Latvia trả lời rằng "họ tin rằng có một vị thần", trong khi 49% trả lời rằng "họ tin rằng có một số loại tinh thần hay thế lực siêu nhiên" và 10% nói rằng "họ không tin rằng có bất kỳ loại tinh thần, thần, hay thế lực siêu nhiên" nào.
Trước thời gian chiếm đóng của Liên Xô, Giáo hội Luther là tôn giáo nổi bật nhất, tôn giáo này được các nước Bắc Âu và dân chúng miền Bắc Đức tin theo. Kể từ sau sự sáp nhập của Liên Xô, Giáo hội Luther đã giảm số lượng tín hữu hơn một chút so với Công giáo La Mã ở cả ba quốc gia vùng Baltic trong đó có Latvia. Các tín hữu của Giáo hội Luther, với ước tính khoảng 600.000 thành viên vào năm 1956, đã bị ảnh hưởng nhất. Một tài liệu nội bộ được ban hành ngày 18 tháng 3 năm 1987, ở gần cuối của chế độ Xô viết tồn tại ở nước này, nói rằng các tín hữu tích cực đã bị thu hẹp chỉ còn 25.000 người ở Latvia, nhưng đức tin Kitô cũng đã trải qua một sự hồi sinh sau khi Liên Xô sụp đổ. Kitô hữu Chính Thống giáo của quốc gia này thuộc về Giáo hội Chính Thống giáo Latvia, một cơ quan bán tự trị trong Giáo hội Chính thống giáo Nga. Trong năm 2011, đã có 416 người Do Thái giáo và 319 người Hồi giáo sống ở Latvia.
Ngoài ra còn các giáo phái Kitô giáo và các tôn giáo thiểu số khác như Phật giáo, Ấn giáo.